# V.I.P. (Фильм, 2017)
«V.I.P.» (кор. 브이아이피) — южнокорейский криминальный триллер 2017 года режиссёра Пак Хун Джона, роли в котором исполнили Чан Дон Гон, Ли Чон Сок, Ким Мён Мин и Пак Хи Сун. В фильме офицеры из Республики Кореи, КНДР и Интерпола преследуют подозреваемого в серийных убийствах.
Фильм был выпущен 23 августа 2017 года. Восприятие было в основном негативным, критика была направлена на изображение жестокости по отношению к женскому персонажу. Позже фильм был выпущен в форматах DVD и Blu-ray 7 марта 2018 года.

## Сюжет
Сын высокопоставленного северокорейского чиновника Кван Иль (Ли Чон Сок) подозревается в совершении серийных убийств по всему миру. Чтобы остановить убийцу, за ним следуют по пятам следователи Южной Кореи, Северной Кореи и Интерпола.

## В ролях

### В главных ролях
- Чан Дон Гон в роли Пак Чжэ Хёка, агент, работающий на Национальную разведывательную службу Республики Корея[11][12].
- Ким Мён Мин в роли Чхэ И До, главного инспектора полиции, который ведёт дело о серийных убийствах и упорно борется за то, чтобы привлечь преступника к ответственности.
- Ли Чон Сок в роли Ким Кван Иля, сына ключевого политического деятеля КНДР, который получает VIP-обслуживание после своего бегства в Южную Корею, организованное ЦРУ США. Он становится главным подозреваемым в деле о серийных убийствах[13][14][15][16].
- Пак Хи Сун в роли Ри Дэ Бома, северокорейского полицейского, который тайно пересекает границу, чтобы выследить Ким Кван Иля на юге.

### Второстепенные роли
- Петер Стормаре в роли Пола Грэя, агента ЦРУ.
- Ли Со Джун в роли члена банды №1 Кван Иля.
- Ли Джон Хёк в роли члена банды №3 Кван Иля.
- О Дэ Хван в роли детектива Кима.
- Тэ Ин Хо в роли агента Тэ.
- Ю Джэ Мён в роли северокорейского офицера.
- Пак Сон Ун в роли исполнительного директора Национальной разведывательной службы РК
- Сон Ён Гю в роли адвоката.
- Чо У Джин в роли прокурора.

## Производство
Съёмки проходили с 22 октября 2016 года по 22 января 2017 года и проходили в Южной Корее, Гонконге, Таиланде, а также других странах.

## Премьера
Актёрский состав фильма был приглашён на 74-й Венецианский международный кинофестиваль, который начался 30 августа 2017 года. Однако продюсерская компания отклонила приглашение, поскольку выпуск фильма нельзя было перенести на более поздний срок.
Фильм был показан в южнокорейских кинотеатрах 23 августа 2017 года. Премьера на федеральном российском телевидении состоялась 3 июля 2022 года на телеканале 2x2.